# Escrava Mãe
Escrava Mãe (título en español: La esclava madre) es una telenovela brasileña producida por Casablanca y emitida por RecordTV desde el 31 de mayo de 2016 hasta el 9 de enero de 2017, con un total de 159 episodios. Sustituyó Moisés y los diez mandamientos y fue sustituida por Josué y la tierra prometida en el horario central de la cadena. Escrita por Gustavo Reiz y dirigida por Ivan Zettel, la telenovela fue protagonizada por Gabriela Moreyra, Pedro Carvalho, Fernando Pavão, Milena Toscano, Léo Rosa, Lidi Lisboa, Roberta Gualda, Roger Gobeth y Thaís Fersoza en los papeles principales.
Es un preludio del libro La esclava Isaura de 1875, escrito por Bernardo Guimarães. Cuenta la historia de Juliana, la madre de la personaje principal. 

## Elenco
| Actor/Actriz      | Personaje                                                                       |
| ----------------- | ------------------------------------------------------------------------------- |
| Gabriela Moreyra  | Juliana dos Anjos                                                               |
| Pedro Carvalho    | Miguel Sales                                                                    |
| Thaís Fersoza     | Maria Isabel de Avelar                                                          |
| Fernando Pavão    | Fernando Almeida (Comandante Almeida)                                           |
| Milena Toscano    | Filipa Gomes do Amaral / Joana Gomes do Amaral (joven) / Caballero de la Mancha |
| Léo Rosa          | Átila Duarte                                                                    |
| Lidi Lisboa       | Esméria / Malica Darrila                                                        |
| Roberta Gualda    | Teresa de Avelar Almeida                                                        |
| Roger Gobeth      | Guilherme Gomes do Amaral                                                       |
| Luíza Tomé        | Rosalinda Pavão                                                                 |
| Jussara Freire    | Urrraca de Góis Almeida, Baronesa de Barangalha                                 |
| Luiz Guilherme    | Coronel Quintiliano Gomes do Amaral                                             |
| Bete Coelho       | Beatrice de Avelar                                                              |
| Zezé Motta        | Tía Joaquina                                                                    |
| Adriana Lessa     | Catarina Gama de Luccock, Condesa de Porto / Jamala Darrila                     |
| Jayme Periard     | Osório                                                                          |
| Raphael Montagner | Tomás Gomes do Amaral                                                           |
| Débora Gomez      | Violeta Pavão                                                                   |
| Robertha Portella | Petúnia                                                                         |
| Karen Marinho     | Beleza Soares (Belezinha)                                                       |
| Cássio Scapin     | Antonio José de Alcântara (Tozé)                                                |
| Manuela Duarte    | Dália Bem-Me-Quer                                                               |
| César Pezzuoli    | Nestor Soares                                                                   |
| Adriana Londoño   | Irani Goitacá Soares                                                            |
| Junno Andrade     | Capitán Loreto Veloso                                                           |
| Rogério Brito     | Genésio                                                                         |
| Sidney Santiago   | Sapião                                                                          |
| Mariza Marchetti  | Rebeca Andrade Gama (Señora Rebeca)                                             |
| Saulo Meneghetti  | Charles de Alencastro                                                           |
| Nill Marcondes    | Tito Pardo                                                                      |
| Marcelo Escorel   | Zé Leão                                                                         |
| Henri Pagnoncelli | Dr. Luís Felipe Pacheco                                                         |
| Elina de Souza    | Bá Teixeira                                                                     |
| Graça Andrade     | Gonzalina                                                                       |
| Júlio Levy        | Soldado Crisaldo                                                                |
| Ronaldo Reis      | Soldado Sereno                                                                  |
| Jean Dandrah      | Fray Abilio                                                                     |
| Théo Salomão      | Leôncio Almeida de Avelar                                                       |
| Bianca Paiva      | Jasmin Duarte / Dorinha                                                         |
| Amanda Anequini   | Tulipa                                                                          |
| Taisa Pelosi      | Orquídea                                                                        |
| Bella de Castilho | Camélia                                                                         |
| Priscila Vaz      | Margarida                                                                       |

### Participaciones especiales
| Actor/Actriz        | Personaje                     |
| ------------------- | ----------------------------- |
| Marcelo Batista     | Kamau / Viriato               |
| Nayara Justino      | Luena                         |
| Antônio Petrin      | Coronel Custódio de Avelar    |
| Ivan de Almeida     | Viejo Tião                    |
| Neuza Borges        | Madre Quitéria                |
| Patrícia Mayo       | Elza de Avelar                |
| Victor Wagner       | Barbudo                       |
| Luciana Vendramini  | Ximena Veloso                 |
| Moara Semeghini     | Joana Gomes do Amaral         |
| Lara Córdula        | Gitana Selma                  |
| Kaik Pereira        | Sapião (niño)                 |
| Rachel Aguiar       | Maria Isabel de Avelar (niña) |
| Gaby Benevides      | Rosalinda Pavão (joven)       |
| Joana Rodrigues     | Beatrice de Avelar (joven)    |
| Cristhian Fernandes | Quintiliano do Amaral (joven) |
| Kido Mathelart      | Soldado Peixoto               |
| Taiguara Nazareth   | Líder de los quilombolas      |
| Evelyn Montesano    | Tirinda                       |
| Ton Crivelaro       | Capitán del Arbusto           |